# Greenville (Flórida)
Greenville é uma vila localizada no estado americano da Flórida, no condado de Madison. Foi incorporada em 1907.

## Geografia
De acordo com o United States Census Bureau, a vila tem uma área de 3,4 km², onde todos os 3,4 km² estão cobertos por terra.

### Localidades na vizinhança
O diagrama seguinte representa as localidades num raio de 40 km ao redor de Greenville.

## Demografia
Segundo o censo nacional de 2010, a sua população é de 843 habitantes e sua densidade populacional é de 248,5 hab/km². É a localidade que, em 10 anos, teve o maior crescimento populacional do condado de Madison. Possui 402 residências, que resulta em uma densidade de 118,5 residências/km².